# 4335 Verona
4335 Verona este un asteroid din centura principală, descoperit pe 1 noiembrie 1983 de Cavriana Observatory.